# Aufbau-Vereinigung
Aufbau-Vereinigung (організація «Відродження») — німецько-російська організація, що об'єднала у своїх лавах прибічників монархічної контрреволюції в Росії, германофілів-монархістів, російських емігрантів і представників німецьких правоконсервативних сил. Заснована в Мюнхені в 1920/1921 рр. зусиллями Макса Ервіна фон Шойбнера-Ріхтера і діяла в Баварії на початку 1920-х років. Заявленою метою цього об'єднання було сприяння співпраці національних економічних і політичних кіл із метою відновлення дореволюційного ладу в Європі, а насамперед у Росії.
«Відродження» також підтримувало і діячів українських сепаратистських рухів у Східній Галичині, перебуваючи в опозиції не тільки до Радянського Союзу, а й до тодішньої Польщі.

## Історія
Ця контрреволюційна змовницька група виникла у світлі подій німецької окупації України 1918 року та інтервенції в Латвію 1919 року. Вона згуртувала білих російських емігрантів і ранніх німецьких нацистів, які прагнули повалити уряди Німеччини та Радянського Союзу, замінивши їх авторитарними режимами крайніх правих. Група спочатку була відома як «Міст» (нім. Die Brücke). Назву ж «Відродження» (нім. Aufbau) мало також періодичне видання, яке вона випускала.
Засновник організації Шойбнер-Ріхтер мав розгалужені зв'язки в монархічних колах білої еміграції, які встановилися в часи його антибільшовицької боротьби в країнах Балтії, де на боці німців виступали і колишні високі чини царської армії, а також протягом поїздки до Криму, де він за дорученням німецьких промисловців зустрічався із Врангелем. 1921 року в баварському Бад-Райхенгалль і 1922 року в Берліні він разом із колишнім царським генералом і командувачем військами гетьмана Скоропадського Василем Біскупським скликав конгрес російських монархістів.
За словами Майкла Келлога, «Відродження» мало вирішальний вплив на розвиток нацистської ідеології в роки до Пивного путчу 1923 року, а також на фінансування НСДАП коштами, приміром, Генрі Форда. Ця організація навела Гітлера на думку про широку єврейську змову, яка передбачала тісний союз між міжнародними фінансами та більшовизмом і загрожувала людству катастрофою. Нещодавне дослідження ранніх років Гітлера у Відні (1905—1913), схоже, показало, що його антисемітизм був у той час набагато менш розвиненим, ніж він став під новими впливами.
Члени цієї організації залучалися до терористичної діяльності, включаючи вбивства німецького міністра закордонних справ Вальтера Ратенау та російського емігранта Володимира Набокова (обидва 1922 року).
Після загибелі Шойбнера-Ріхтера, коли той під час Пивного путчу затулив Гітлера грудьми від кулі, організація швидко занепала, а поняття «життєвий простір» і «слов'янська меншовартість», природно, непопулярні у росіян, набували дедалі більшого поширення серед нацистів.
Довгостроковий вплив організації простежувався у здійсненні остаточного розв'язання єврейського питання і в катастрофічному рішенні Гітлера розвернути війська від Москви у бік України в 1941 році.
До визначних членів об'єднання належали:
- Макс Ервін фон Шойбнер-Ріхтер (балтійський німець із Російської імперії)
- Альфред Розенберг (балтійський німець із Російської імперії)
- Федір Вінберг (російський офіцер царської армії, чорносотенець)
- Петро Шабельський-Борк (російський офіцер царської армії, ультраправий письменник)
- Василь Біскупський (генерал царської армії та армії УНР родом з України)
- Еріх Людендорф
- Макс Аманн
- Борис Бразоль
- Георгій Немирович-Данченко (письменник і публіцист російської еміграції)[13]
- Іван Полтавець-Остряниця (український полковник)